# Kinto Sol
Kinto Sol é um grupo de hip hop mexicano fundado em 1999, em Irámuco, Guanajuato, México. O grupo é formado por três irmãos: DJ Payback Garcia (Javier Garcia), El Chivo (Eduardo Garcia) e Skribe (Manuel Garcia).
Uma das canções mais conhecidas do grupo, "Ella Se Fue", "Raza Es Raza", "Hecho En México", "El Capitán", "Que Me Entierren Con La Banda" e "La Sangre Nunca Mueren".
Seu álbum Los Hijos Del Maiz foi premiado pela Billboard em 2008.

## História
O grupo começou quando Skribe foi DJ. O grupo encontra El Gordo na loja de música que eles começam a implorar para ele se juntar ao grupo. Kinto Sol se mudaram do Irámuco para Chicago, quando eram jovens.

## Discografia
- 1999 - Kinto Sol
- 2001 - Del Norte Al Sur
- 2003 - Hecho En Mexico
- 2005 - La Sangre Nunca Muere
- 2007 - Los Hijos del Maiz
- 2009 - Cárcel De Sueños
- 2010 - El Último Suspiro
- 2012 - Familia, Fe y Patria
- 2013 - La Tumba del Alma
- 2015 - Protegiendo El Penacho
- 2016 - Lo Que No Se Olvida
- 2017 - Somos Once
- 2018 - Lengua Universal